# لاوامبويا باتشاو
لاوامبويا باتشاو (30 يونيو 1989 بميزورام في الهند - ) هو لاعب كرة قدم هندي في مركز الهجوم. لعب مع نادي موهون باغان ونادي مومباي لكرة القدم وSouth United FC ‏.